# Block B
A Block B (hangul: 블락비, Pullakpi, RR: Beullakbi) dél-koreai fiúegyüttes, melyet 2011-ben alapított a Brand New Stardom kiadó. Az együttes neve a blockbuster („kasszasiker”) rövidítése. Rajongói klubjuk elnevezése BBC (Block B Club).  2011 április 15-én debütáltak a Freeze című számukkal a KBS Music Bankben. Az együttes a hiphop vonalat követi, de más különböző műfajok felé is nyitnak. 2013-ban az együttes beperelte kiadóját nem megfelelő menedzselésért, majd a per elvesztését követően augusztusban a Seven Seasons nevű új ügynökséghez igazolt át.

## Története

### Debütálás
Cho PD, a Brand New Stardom tulajdonosa 2011 februárjában jelentette be, hogy 1,4 millió dollárt fektetett egy héttagú fiúegyüttes létrehozásába. Az együttes Freeze! című dalával debütált áprilisban, azonban a dalt kétszer is betiltotta a Youth Protection bizottsága a túlzott erotikus elemek miatt.
Az együttes tagjait a kiadó producerei felkészítették a dalszerzésre is, a Big Bang mintáját véve alapul.
2011. április 15-én debütált élőben az együttes a KBS Music Bank-ben a Freeze című dalukkal, majd ezt követően a Wanna B című számukkal.
2011 június 22-én az MTV Match up című műsorát a Block B és a B1A4 szereplésével nyitották meg, ahol is a Block B felfedte első minialbumuk főcímdalát a Tell them-et.
2011. június 23-án adták ki első mini albumukat New Kids on the Block címmel.

### Welcome to the Blockközéplemez
2012 januárjában a Block B bejelentette visszatérését, új lemezükkel a Welcome to the Block-kal, melynek előzetesét január 13-án ki is adtak. Ezt követően január 27-én megjelent a NalinA c. videóklipjük előzetese, majd 3 napra rá a második is, végül február 1-jén felfedték a teljes videóklipet a nyilvánosság előtt a Welcome to the Block-kal együtt. A Családjogi és Esélyegyenlőségi Minisztérium (MOGEF) és a KBS két dalt az albumról, a LOL-t és a Did You or Did You Not-ot betiltatta, nem megfelelő voltuk miatt.

### Ellentmondások
Az együttes 2012 februárjában botrányba keveredett, amikor egy thaiföldi interjú alkalmával félreérthető módon fejezték ki magukat és többen is úgy vélték, hogy az együttes rosszízűen tréfálkozott a thaiföldi árvízzel kapcsolatosan. Az együttes tagjai bocsánatot kértek a félreérthető viselkedésük miatt.

### Blockbuster: az első stúdióalbum
2012. október 17-én adták ki első nagy albumukat Blockbuster címmel, illetve aznap jelent meg videóklipjük is a Nillili Mambo.

## Tagok
| Művésznév | Koreai név (Hangul) | Magyaros átirat | Pozíció                                | Születési hely | Születési dátum                |
| --------- | ------------------- | --------------- | -------------------------------------- | -------------- | ------------------------------ |
| Taeil     | 이태일              | I Theil         | Főénekes                               | Szöul          | 1990. szeptember 24. (34 éves) |
| B-Bomb    | 이민혁              | I Minhjuk       | Főtáncos, énekes                       | Szöul          | 1990. december 14. (34 éves)   |
| Jaehyo    | 안재효              | An Dzsehjo      | Vezérénekes, látványfelelős            | Puszan         | 1990. december 23. (34 éves)   |
| U-Kwon    | 김유권              | Kim Jukvon      | Vezértáncos, énekes                    | Szuvon         | 1992. április 9. (32 éves)     |
| Kyung     | 박경                | Pak Kjong       | Vezérrapper, szövegíró, zeneszerző     | Szöul          | 1992. július 8. (32 éves)      |
| Zico      | 우지호              | U Dzsiho        | Vezér, főrapper, szövegíró, zeneszerző | Szöul          | 1992. szeptember 14. (32 éves) |
| P.O.      | 표지훈              | Phjo Dzsihun    | Rapper, makne                          | Szöul          | 1993. február 2. (32 éves)     |

## Diszkográfia
Albumok
- 2012: Blockbuster

Középlemezek
- 2011: New Kids On The Block
- 2012: Welcome To The Block
- 2012: Welcome To The Block (Repackage)
- 2013: Very Good

Minialbumok
- 2011: do u wanna b?

OST közreműködések
- 2012: 빠빠빠빠 (Bba Bba Bba Bba)
- 2012: Burn Out
- 2012: 너의 우산 (Your Umbrella)